# NGC 6382
NGC 6382 је спирална галаксија у сазвежђу Змај која се налази на NGC листи објеката дубоког неба.
Деклинација објекта је + 56° 52' 8" а ректасцензија 17h 27m 55,2s. Привидна величина (магнитуда) објекта NGC 6382 износи 14,6 а фотографска магнитуда 15,4. NGC 6382 је још познат и под ознакама MCG 9-29-1, CGCG 277-44, PGC 60342.